# Siniaki i cekiny
Siniaki i cekiny – piąty solowy album studyjny polskiej piosenkarki Margaret. Wydawnictwo ukazało się 26 kwietnia 2024 nakładem wytwórni muzycznej Gaja Hornby Records i Sony Music Entertainment Poland.
Album jest utrzymany w stylu muzyki pop i elektronicznej. Składa się z wersji standardowej (2 LP) i wersji rozszerzonej (1 CD).
Płyta zadebiutowała na 47. miejscu polskiej listy sprzedaży – OLiS. Wydawnictwo uzyskało status złotej płyty, przekraczając liczbę 15 tysięcy sprzedanych kopii.
Nagrania były promowane singlami: „Niespokojne morze”, „Tańcz głupia”, „Dalej biegnę”, „Bynajmniej”, „Hot Like Summer”, „Miłego lata”, „Mała ja” i „Margarita”.
Rozszerzoną wersję albumu Siniaki i cekiny ciąg dalszy promowały utwory: „Mamy farta” i „Tak musiało być”.

## Lista utworów
Opracowano na podstawie materiału źródłowego.
| Siniaki i cekiny – Wersja standardowa | Siniaki i cekiny – Wersja standardowa      | Siniaki i cekiny – Wersja standardowa                                               | Siniaki i cekiny – Wersja standardowa                                               | Siniaki i cekiny – Wersja standardowa |
| Nr                                    | Tytuł utworu                               | Słowa                                                                               | Muzyka                                                                              | Długość                               |
| ------------------------------------- | ------------------------------------------ | ----------------------------------------------------------------------------------- | ----------------------------------------------------------------------------------- | ------------------------------------- |
| 1.                                    | „Daleka północ”                            | Małgorzata Jamroży, Piotr Kozieradzki                                               | Małgorzata Jamroży, Piotr Kozieradzki, Bhavik Pattionki                             | 2:39                                  |
| 2.                                    | „Tańcz głupia”                             | Małgorzata Jamroży, Piotr Kozieradzki                                               | Małgorzata Jamroży, Piotr Kozieradzki, Bhavik Pattionki                             | 2:34                                  |
| 3.                                    | „Medicine”                                 | Małgorzata Jamroży, Jaro Omar                                                       | Małgorzata Jamroży, Bhavik Pattionki                                                | 2:20                                  |
| 4.                                    | „Risk It All”                              | Małgorzata Jamroży, Piotr Kozieradzki, Ryan Bickley                                 | Małgorzata Jamroży, Piotr Kozieradzki, Bhavik Pattionki, Ryan Bickley               | 3:22                                  |
| 5.                                    | „Memory of Love”                           | Małgorzata Jamroży, Ryan Bickley                                                    | Małgorzata Jamroży, Piotr Kozieradzki, Bhavik Pattionki, Ryan Bickley               | 2:25                                  |
| 6.                                    | „Niespokojne morze” (oraz Kacezet)         | Małgorzata Jamroży, Piotr Kozieradzki                                               | Piotr Kozieradzki                                                                   | 3:02                                  |
| 7.                                    | „Mała ja”                                  | Małgorzata Jamroży, Piotr Kozieradzki                                               | Małgorzata Jamroży, Piotr Kozieradzki, Bhavik Pattionki                             | 3:03                                  |
| 8.                                    | „Sad Clown”                                | Małgorzata Jamroży, Ryan Bickley                                                    | Małgorzata Jamroży, Bhavik Pattionki, Ryan Bickley                                  | 3:02                                  |
| 9.                                    | „Hot Like Summer” (oraz Álvaro Soler; WAW) | Małgorzata Jamroży, Piotr Kozieradzki, Álvaro Soler, Bhavik Pattionki, Ryan Bickley | Małgorzata Jamroży, Piotr Kozieradzki, Álvaro Soler, Bhavik Pattionki, Ryan Bickley | 2:57                                  |
| 10.                                   | „Hot Like Summer” (oraz Álvaro Soler; AGP) | Małgorzata Jamroży, Piotr Kozieradzki, Álvaro Soler, Bhavik Pattionki, Ryan Bickley | Małgorzata Jamroży, Piotr Kozieradzki, Álvaro Soler, Bhavik Pattionki, Ryan Bickley | 2:56                                  |
| 11.                                   | „Dalej biegnę”                             | Małgorzata Jamroży, Piotr Kozieradzki                                               | Małgorzata Jamroży, Piotr Kozieradzki, Bhavik Pattionki                             | 2:34                                  |
| 12.                                   | „Bynajmniej”                               | Małgorzata Jamroży, Piotr Kozieradzki                                               | Małgorzata Jamroży, Piotr Kozieradzki, Bhavik Pattionki, Ryan Bickley               | 2:23                                  |
| 13.                                   | „Catch Me If You Can”                      | Małgorzata Jamroży, Piotr Kozieradzki, Ryan Bickley                                 | Małgorzata Jamroży, Piotr Kozieradzki, Bhavik Pattionki, Ryan Bickley               | 2:21                                  |
| 14.                                   | „Strangers”                                | Małgorzata Jamroży, Ryan Bickley                                                    | Małgorzata Jamroży, Bhavik Pattionki, Ryan Bickley                                  | 2:50                                  |
| 15.                                   | „Margarita”                                | Małgorzata Jamroży, Ryan Bickley                                                    | Małgorzata Jamroży, Piotr Kozieradzki, Bhavik Pattionki, Ryan Bickley               | 1:57                                  |
| 16.                                   | „Wyłącz internet”                          | Małgorzata Jamroży, Piotr Kozieradzki                                               | Małgorzata Jamroży, Piotr Kozieradzki, Bhavik Pattionki                             | 2:41                                  |
| 17.                                   | „Miłego lata”                              | Małgorzata Jamroży, Piotr Kozieradzki                                               | Małgorzata Jamroży, Piotr Kozieradzki, Jan Szarecki                                 | 2:42                                  |
|                                       |                                            |                                                                                     |                                                                                     | 45:48                                 |

| Siniaki i cekiny ciąg dalszy – Wersja Deluxe | Siniaki i cekiny ciąg dalszy – Wersja Deluxe | Siniaki i cekiny ciąg dalszy – Wersja Deluxe                                        | Siniaki i cekiny ciąg dalszy – Wersja Deluxe                                        | Siniaki i cekiny ciąg dalszy – Wersja Deluxe |
| Nr                                           | Tytuł utworu                                 | Słowa                                                                               | Muzyka                                                                              | Długość                                      |
| -------------------------------------------- | -------------------------------------------- | ----------------------------------------------------------------------------------- | ----------------------------------------------------------------------------------- | -------------------------------------------- |
| 1.                                           | „Daleka północ”                              | Małgorzata Jamroży, Piotr Kozieradzki                                               | Małgorzata Jamroży, Piotr Kozieradzki, Bhavik Pattionki                             | 2:39                                         |
| 2.                                           | „Tańcz głupia”                               | Małgorzata Jamroży, Piotr Kozieradzki                                               | Małgorzata Jamroży, Piotr Kozieradzki, Bhavik Pattionki                             | 2:34                                         |
| 3.                                           | „Medicine”                                   | Małgorzata Jamroży, Jaro Omar                                                       | Małgorzata Jamroży, Bhavik Pattionki                                                | 2:20                                         |
| 4.                                           | „Risk It All”                                | Małgorzata Jamroży, Piotr Kozieradzki, Ryan Bickley                                 | Małgorzata Jamroży, Piotr Kozieradzki, Bhavik Pattionki, Ryan Bickley               | 3:22                                         |
| 5.                                           | „Memory of Love”                             | Małgorzata Jamroży, Ryan Bickley                                                    | Małgorzata Jamroży, Piotr Kozieradzki, Bhavik Pattionki, Ryan Bickley               | 2:25                                         |
| 6.                                           | „Niespokojne morze” (oraz Kacezet)           | Małgorzata Jamroży, Piotr Kozieradzki                                               | Piotr Kozieradzki                                                                   | 3:02                                         |
| 7.                                           | „Mała ja”                                    | Małgorzata Jamroży, Piotr Kozieradzki                                               | Małgorzata Jamroży, Piotr Kozieradzki, Bhavik Pattionki                             | 3:03                                         |
| 8.                                           | „Sad Clown”                                  | Małgorzata Jamroży, Ryan Bickley                                                    | Małgorzata Jamroży, Bhavik Pattionki, Ryan Bickley                                  | 3:02                                         |
| 9.                                           | „Hot Like Summer” (oraz Álvaro Soler; WAW)   | Małgorzata Jamroży, Piotr Kozieradzki, Álvaro Soler, Bhavik Pattionki, Ryan Bickley | Małgorzata Jamroży, Piotr Kozieradzki, Álvaro Soler, Bhavik Pattionki, Ryan Bickley | 2:57                                         |
| 10.                                          | „Dalej biegnę”                               | Małgorzata Jamroży, Piotr Kozieradzki                                               | Małgorzata Jamroży, Piotr Kozieradzki, Bhavik Pattionki                             | 2:34                                         |
| 11.                                          | „Bynajmniej”                                 | Małgorzata Jamroży, Piotr Kozieradzki                                               | Małgorzata Jamroży, Piotr Kozieradzki, Bhavik Pattionki, Ryan Bickley               | 2:23                                         |
| 12.                                          | „Catch Me If You Can”                        | Małgorzata Jamroży, Piotr Kozieradzki, Ryan Bickley                                 | Małgorzata Jamroży, Piotr Kozieradzki, Bhavik Pattionki, Ryan Bickley               | 2:21                                         |
| 13.                                          | „Strangers”                                  | Małgorzata Jamroży, Ryan Bickley                                                    | Małgorzata Jamroży, Bhavik Pattionki, Ryan Bickley                                  | 2:50                                         |
| 14.                                          | „Margarita”                                  | Małgorzata Jamroży, Ryan Bickley                                                    | Małgorzata Jamroży, Piotr Kozieradzki, Bhavik Pattionki, Ryan Bickley               | 1:57                                         |
| 15.                                          | „Wyłącz internet”                            | Małgorzata Jamroży, Piotr Kozieradzki                                               | Małgorzata Jamroży, Piotr Kozieradzki, Bhavik Pattionki                             | 2:41                                         |
| 16.                                          | „Miłego lata”                                | Małgorzata Jamroży, Piotr Kozieradzki                                               | Małgorzata Jamroży, Piotr Kozieradzki, Jan Szarecki                                 | 2:42                                         |
| 17.                                          | „Tak musiało być”                            | Małgorzata Jamroży, Piotr Kozieradzki                                               | Małgorzata Jamroży, Piotr Kozieradzki, Jan Szarecki                                 | 3:33                                         |
| 18.                                          | „Last Call”                                  | Małgorzata Jamroży, Piotr Kozieradzki, Amanda Kongshaug                             | Małgorzata Jamroży, Piotr Kozieradzki, Bhavik Pattionki, Amanda Kongshaug           | 2:50                                         |
| 19.                                          | „Kolizja”                                    | Małgorzata Jamroży, Piotr Kozieradzki                                               | Małgorzata Jamroży, Piotr Kozieradzki, Jan Szarecki                                 | 2:40                                         |
| 20.                                          | „Mamy farta” (gościnnie: Pezet)              | Małgorzata Jamroży, Piotr Kozieradzki, Paweł Kapliński                              | Małgorzata Jamroży, Piotr Kozieradzki, Bhavik Pattionki, Amanda Kongshaug           | 3:09                                         |
| 21.                                          | „Złap mnie, jeśli chcesz”                    | Małgorzata Jamroży, Piotr Kozieradzki, Ryan Bickley                                 | Małgorzata Jamroży, Piotr Kozieradzki, Bhavik Pattionki, Ryan Bickley               | 2:21                                         |
| 22.                                          | „Dance Stupid”                               | Małgorzata Jamroży, Piotr Kozieradzki, Ryan Bickley                                 | Małgorzata Jamroży, Piotr Kozieradzki, Bhavik Pattionki                             | 2:38                                         |
| 23.                                          | „Hot Like Summer” (oraz Álvaro Soler; AGP)   | Małgorzata Jamroży, Piotr Kozieradzki, Álvaro Soler, Bhavik Pattionki, Ryan Bickley | Małgorzata Jamroży, Piotr Kozieradzki, Álvaro Soler, Bhavik Pattionki, Ryan Bickley | 2:56                                         |
|                                              |                                              |                                                                                     |                                                                                     | 1:02:59                                      |

Uwagi:
- Utwór „Hot Like Summer” występuje w dwóch wersjach, pierwsza – polsko-hiszpańska (tzw. „WAW”), druga – angielsko-hiszpańska (tzw. „AGP”).
- Utwór „Złap mnie, jeśli chcesz” to polska wersja piosenki „Catch Me If You Can”.
- Utwór „Dance Stupid” to angielska wersja piosenki „Tańcz głupia”.

## Promocja

### Siniaki i cekiny Tour
Opracowano na podstawie materiału źródłowego.
| Data          | Miejscowość | Obiekt          |
| ------------- | ----------- | --------------- |
| 6 marca 2025  | Poznań      | Tama            |
| 7 marca 2025  | Gdańsk      | Drizzly Grizzly |
| 15 marca 2025 | Wrocław     | Stary Klasztor  |
| 16 marca 2025 | Katowice    | P23             |
| 20 marca 2025 | Warszawa    | Stodoła         |

## Pozycje na listach sprzedaży

### Pozycje na listach tygodniowych
| Kraj   | Lista (2024)             | Najwyższa pozycja |
| ------ | ------------------------ | ----------------- |
| Polska | OLiS – albumy            | 47                |
| Polska | OLiS – albumy fizycznie  | 25                |
| Polska | OLiS – albumy w streamie | 72                |

## Certyfikat
| Kraj          | Certyfikat  | Sprzedaż |
| ------------- | ----------- | -------- |
| Polska (ZPAV) | złota płyta | 15 000+  |

## Wyróżnienia
| Rok  | Konkurs        | Kategoria      | Rezultat  |
| ---- | -------------- | -------------- | --------- |
| 2025 | Fryderyki 2025 | Album roku pop | Nominacja |